# Ooencyrtus ennomophagus
Ooencyrtus ennomophagus är en stekelart som beskrevs av Yoshimoto 1975. Ooencyrtus ennomophagus ingår i släktet Ooencyrtus och familjen sköldlussteklar.
Artens utbredningsområde är:
- Colombia.
- Nederländerna.

Inga underarter finns listade i Catalogue of Life.